# مسالازین
مزالازین یا مسالامین (به انگلیسی: Mesalazine)
نام تجاری: آساکول
رده درمانی: سالیسیلاتها
اشکال دارویی: شیاف یا انما، قرص یا گرانول

## موارد مصرف
درمان و پیشگیری حالتهای خفیف تا متوسط کولیت اولسروز و کرون.

## مقدار مصرف
- الف) موارد خفیف تا متوسط کولیت اولسراتیو دیستال، پروکتوسیگموئیدیت و پروکتیت.

بزرگسالان:
۸۰۰ میلی‌گرم (قرص با آزاد سازی تأخیری) خوراکی ۳ بار در روز به مدت ۶ هفته یا ۱۰۰۰ میلی‌گرم (کپسول با رهش کنترل شده) ۴ بار در روز به مدت ۸ هفته.
یا یک شیاف ۱۰۰۰ میلی‌گرمی زمان خواب به مدت ۶–۳ هفته. به منظور کسب حداکثر اثر بخشی شیاف‌ها باید به مدت ۳–۱ ساعت یا بیشتر نگهداری شود.
- ب) پروکتیت اولسراتیو فعال مزمن.

یک شیاف ۱۰۰۰ میلی‌گرمی زمان خواب.
- پ) درمان نگهدارنده در فاز بهبودی کولیت اولسراتیو.

بزرگسالان: ۱۶۰۰ میلی‌گرم خوراکی روزانه در روزهای منقسم به مدت ۶ ماه.

## مکانیسم اثر
مزالازین اثر ضد التهاب دارد. در بیماریهای مزمن التهابی روده افزایش متابولیت‌های مسیر آراشیدونیک اسید در هر دو مسیر سیکلواکسیژناز و لیپواکسیژناز مشاهده می‌شود که به نظر می‌رسد مزالازین از طریق مهار سیکلواکسیژناز و کاهش تولید پروستاگلاندین در کولون باعث کنترل التهاب می‌شود.
مسالازین یا ۵-آمینوسالیسیلیک اسید از گروه ضدالتهاب‌های غیراستروئیدی است ولی مکانیسم تأثیر آن در IBD به درستی روشن نیست.

## عوارض جانبی
اسهال، تهوع، نفخ شکم، سردرد